# Werner Manger
Werner Wilhelm Albin Manger (* 6. April 1904 in Dresden; † nach 1944) war ein deutscher Ingenieur und nationalsozialistischer Kulturfunktionär.

## Leben und Wirken
Er war der Sohn des Ingenieurs Wilhelm Edmund Manger aus Dresden. Nach dem Schulabschluss schloss Manger das Studium an der Sächsischen Technischen Hochschule als Diplom-Ingenieur ab und wurde Mitglied des Vereins Deutscher Ingenieure.
Zum 1. Juni 1929 trat er der NSDAP bei (Mitgliedsnummer 135.273), die ihn spätestens 1932 zum Leiter der kulturpolitischen Abteilung und später im Gau Sachsen zum Gaukulturwart ernannte. Im November 1932 kandidierte er erfolgreich bei der Stadtverordnetenwahl in Dresden. Als Gaukulturwart von Sachsen gab er u. a. Vorlesungen an der Verwaltungsakademie Dresden. Im August 1934 entband ihn Gauleiter Martin Mutschmann „auf eigenen Wunsch“ vom Amt des Gaukulturwarts. Er gestattete ihm das Tragen der Uniform eines Gauamtleiters. Im Stadtparlament von Dresden war Manger bis zu dessen Auflösung Ende Januar 1935. Nachfolger Mangers als Gaukulturwart wurde Willy Korb.